# Ibăneasa, Botoșani
Ibăneasa este un sat în comuna Știubieni din județul Botoșani, Moldova, România.
Pe teritoriul localității Ibăneasa se află trei iazuri unde se practică pescuitul sportiv. Localitatea deține și o zonă de agrement în jurul iazurilor.
 Acest articol despre o localitate din județul Botoșani este deocamdată un ciot. Puteți ajuta Wikipedia prin completarea lui.